# Naturschutzgebiet Oberes Elsetal

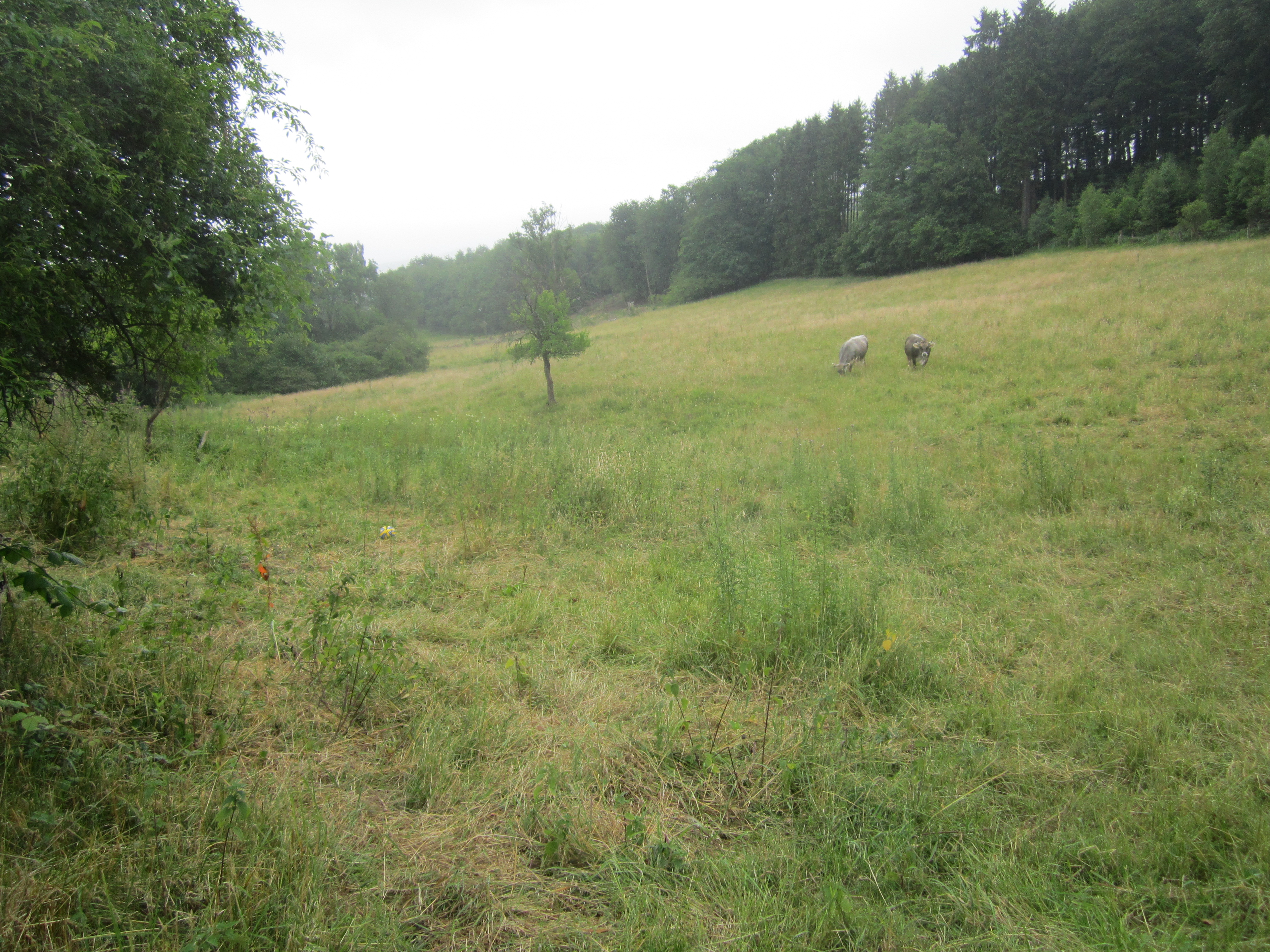
Westteil des NSG

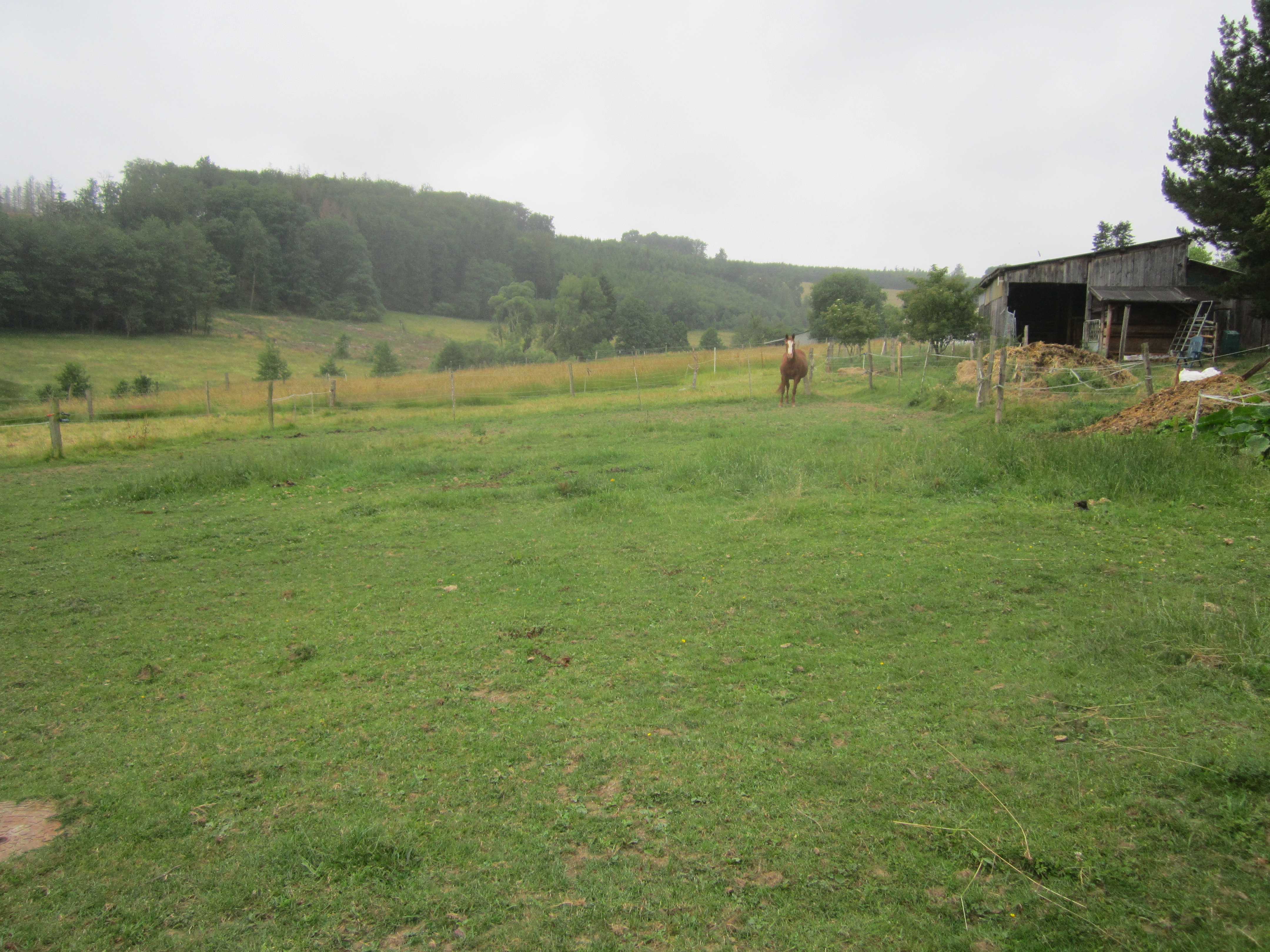
Mittelteil des NSG

Das Naturschutzgebiet Oberes Elsetal mit einer Größe von 5,3 ha liegt in der Gemeinde Herscheid südlich bzw. südöstlich der Siedlung Else. Das Naturschutzgebiet (NSG) wurde 1998 vom Märkischen Kreis mit dem Landschaftsplan Nr. 5 Herscheid ausgewiesen. Östlich grenzt der Flugplatz Plettenberg-Hüinghausen an.

## Gebietsbeschreibung
Bei NSG handelt es sich um das Bachtal der Else mit der Quelle in einem Muldental. Es liegen einzelne Quellfluren mit schmalem Quellrinnsal in einer Rinderweide. In der Quellflur befindet sich ein Teichschachtelhalmbestand mit Bach-Sternmiere. Etwa 1 km Lauflänge der Else liegt mit angrenzendem Grünland. Das NSG wird sonst von Grünlandbereichen eingenommen. Die Grünlandbereiche sind teilweise feucht. Mehrere quellige Nassstellen reihen sich talabwärts aneinander. Dann verläuft der Bach in einem ausgezäunten Bereich mit einem feuchten Saum mit Arten der Mädesüß-Fluren. Einzelne Schwarzerlen bilden eine lockere Galerie entlang des Bachlaufes. Südlich des Gewässers schließt sich eine Nassbrache an. Die nördlich angrenzende Fläche wird beweidet. Ein gut ausgebildetes Teichschachtelhalm-Igelkolbenröhricht mit einzelnen Strauch- und Baumweiden schließt sich unterhalb in einer Aufweitung der Aue an. Weiter talwärts säumt ein ausgezäunter Hochstaudensaum, der weitgehend gehölzfrei ist, den Gewässerlauf. Südlich schließt sich ein Nassgrünland mit quelligen Hangbereichen an. Diese Grünlandfläche wird zu den Hangflanken zunehmend trockener. Am Oberhang stockt ein abgängiger kleiner Obstbaumbestand. Im weiteren Gewässerverlauf schließt sich nördlich der Else eine Fettwiese an, während sich südlich des Bachlaufes feuchte bis nasse Wiesenbrachen befinden. Einzelne Baumreihen oder Gehölzinseln befinden sich auf den Terrassenkanten. Im Osten des Gebietes fließt der Bachlauf in einem weiten Bogen auf eine südlich anschließende Hangkante zu und bildet hier z. T. Steinufer aus. Hier geht das gewässerbegleitende, linienhaft ausgebildete Erlen-Eschen-Ufergehölz übergangslos in einen Eichen-Hainbuchenwaldrest über, der auf der Hangkante stockt.
Das Biotopkataster vom Landesamt für Natur, Umwelt und Verbraucherschutz Nordrhein-Westfalen (LANUV) führt zum NSG auf: „Für den Naturraum Südsauerländer Bergland ist das NSG Oberes Elsetal ein typischer Bachoberlauf im landwirtschaftlich geprägten Mittelgebirge mit einer engen Verzahnung von quelligen Grünlandstandorten, Hochstaudenfluren und bachbegleitenden Erlen-Ufergehölzen. Dieser Lebensraum hat lokale Bedeutung. Die Erhaltung und Förderung der strukturellen Vielfalt dieses Wiesentals mit seiner engen Verzahnung von dem naturnahen Quellbachlauf mit seinen Feucht- und Nassgrünländern bzw. -brachen sowie Hochstaudenfluren haben einen hohen Stellenwert. Die Entwicklungsmaßnahmen sehen eine Extensivierung der Grünlandnutzung auf der Fettwiesenparzelle sowie einen verbesserten Schutz der Quellbereiche gegen Trittbelastung durch das Weidevieh vor. Weiterhin ist eine extensive Nutzung/Pflegeschnitt der Grünlandbrachen in mehrjährigem Abstand wünschenswert, um die artenreichen Nassgrünlandflächen als Zeuge der Kulturlandschaft langfristig zu erhalten.“

## Flora im Schutzgebiet
Auswahl von Pflanzenarten im NSG nach Biotopkataster LANUV: Ästiger Igelkolben, Bach-Sternmiere, Bitteres Schaumkraut, Breitblättriger Rohrkolben, Echter Hopfen, Echtes Mädesüß, Fuchssches Greiskraut, Gamander-Ehrenpreis, Gegenblättriges Milzkraut, Gemeiner Hohlzahn, Gewöhnlicher Blutweiderich,
Gewöhnlicher Gilbweiderich, Gundermann, Hain-Sternmiere, Kleiner Baldrian, Knäuel-Binse, Kriechender Günsel, Kriechender Hahnenfuß, Kuckucks-Lichtnelke, Moor-Labkraut, Sumpfdotterblume, Sumpf-Pippau, Sumpf-Schafgarbe, Sumpf-Vergissmeinnicht, Teich-Schachtelhalm, Vogelmiere, Wald-Engelwurz, Wald-Frauenfarn, Wald-Ziest, Wasser-Schwaden, Wasserpfeffer, Wiesen-Bärenklau, Wiesen-Kerbel, Wiesen-Knöterich, Wiesen-Labkraut, Wiesen-Schaumkraut und Zaun-Wicke.

## Schutzzweck
Laut Naturschutzgebiets-Ausweisung wurde das Gebiet zum Naturschutzgebiet ausgewiesen zur Erhaltung, Entwicklung und Wiederherstellung eine Bachtals mit Grünland mit einer speziell angepassten Flora und Fauna. Wie bei allen Naturschutzgebieten in Deutschland wurde in der Schutzausweisung darauf hingewiesen, dass das Gebiet „wegen der Seltenheit, besonderen Eigenart und Schönheit des Gebietes“ zum Naturschutzgebiet wurde.